# Victor Chauffour

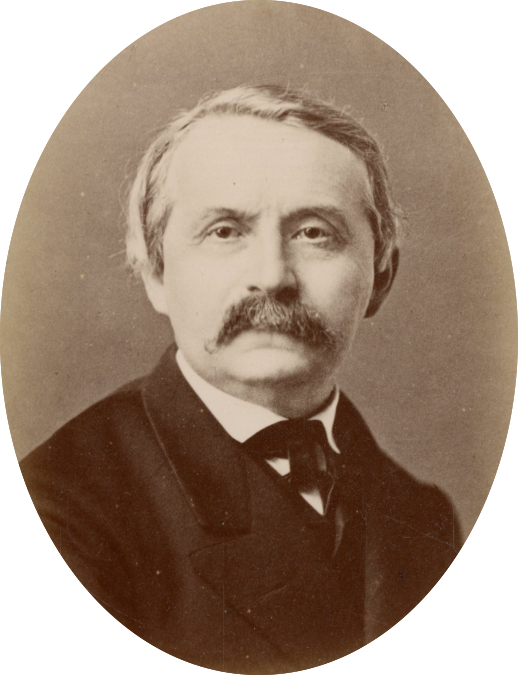
Victor Chauffour

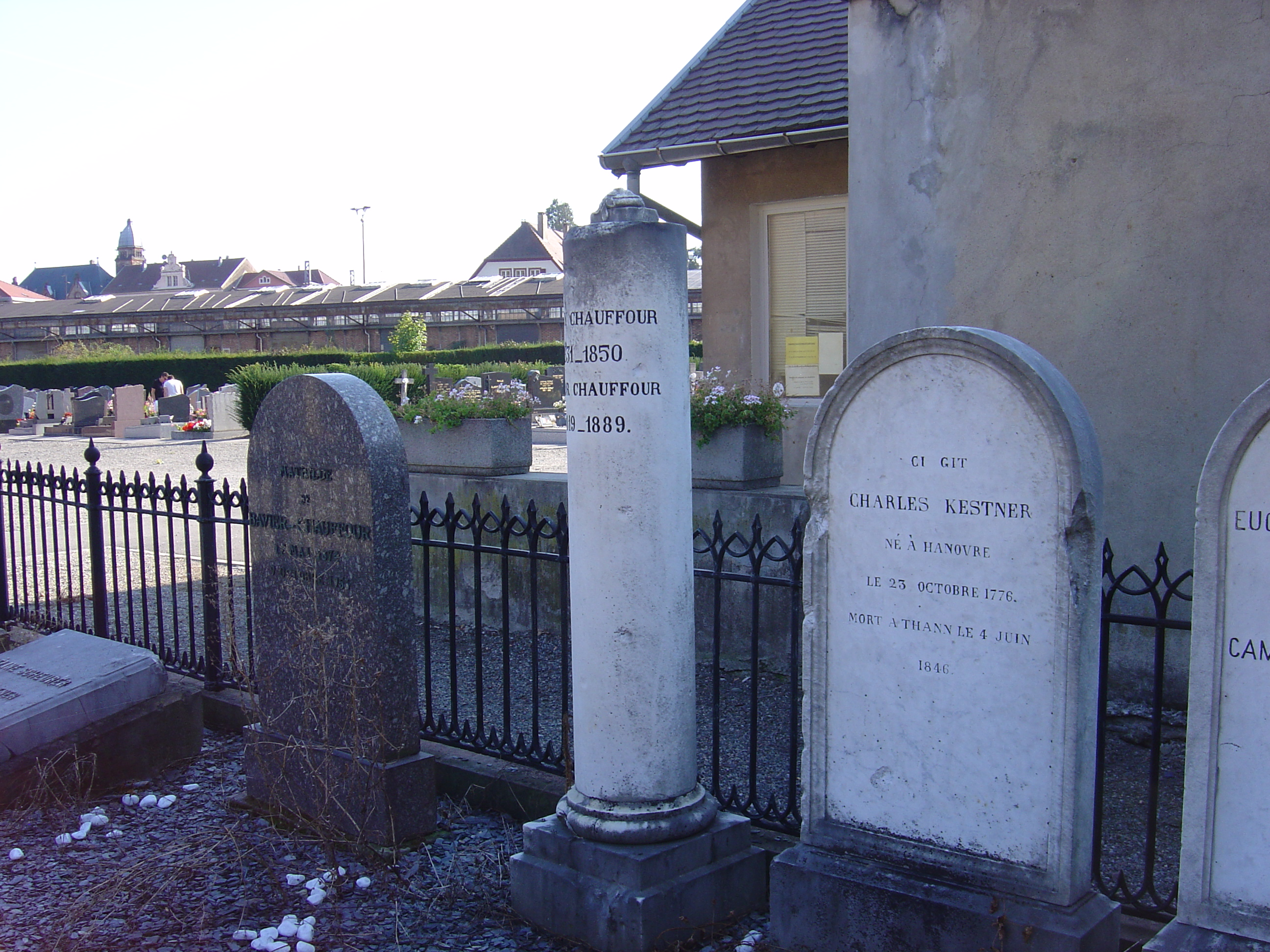
Grabstein von Victor und Fanny Chauffour in Thann

Marie Victor Chauffour, auch Victor Chauffour-Kestner (* 13. März 1819 in Colmar; † 23. Juni 1889 in Neuilly-sur-Seine) war ein französischer Politiker.

## Leben
Victor Chauffour war der Sohn eines Rechtsanwalts in Colmar. Er hatte neun Geschwister, darunter zwei Brüder, die Abgeordnete des Département Haut-Rhin wurden:
- Ignace Chauffour (* 13. Januar 1808 in Colmar; † 6. Dezember 1879 ebenda);
- Louis Chauffour (* 8. April 1816 in Colmar; † 5. Juli 1888 in Paris).

Nachdem er zunächst als Anwalt tätig gewesen war, wurde Chaffour 1848 als Professor (professeur suppléant) an die juristische Fakultät der Universität Straßburg berufen.
Er betätigte sich politisch und wurde am 23. April 1848 in der Nationalversammlung der Zweiten Französischen Republik republikanischer Abgeordneter für das Département Bas-Rhin; dort kämpfte er, als erklärter Gegner der Präsidentenpolitik, mit seinen Reden und bei den Abstimmungen gegen alle von der reaktionären Mehrheit vorgeschlagenen und beschlossenen Maßnahmen.
Nach dem Staatsstreich vom 2. Dezember 1851 wurde er gezwungen, seine Lehrtätigkeit aufzugeben, und flüchtete 1852 mit seinem Schwiegervater Charles Kestner, der als Abgeordneter des Département Haut-Rhin bis zum Staatsstreich tätig war, nach Basel. Victor Chauffour wurde in Zürich interniert und studierte Chemie an der Universität Zürich. Aufgrund der Bemühungen der Bundesräte Jonas Furrer und Henri Druey wurde seine Internierung mit der Zustimmung Frankreichs 1853 wieder aufgehoben und er konnte somit eines der Unternehmen seines Schwiegervaters in Schweizerhalle leiten.
Während des Zweiten Kaiserreichs engagierte er sich mit seinem Schwiegervater und seinem Schwager Jean Baptiste Charras (1810–1865) für die republikanisch-antibonpartistische Sache. Er stand in engem Kontakt mit den elsässischen Republikanern Jean-Baptiste Charras (1810–1865), Marc Dufraisse (1811–1876) und Edgar Quinet. Nach der Amnestie von 1859 übernahm er die Leitung der Chemiefabrik seines Schwiegervaters in Thann. Am 14. Juli 1879 wurde er in den Staatsrat berufen.
Seit 1849 war Victor Chauffour mit Fanny (* 29. Juli 1831 in Thann; † 16. Dezember 1850 ebenda), eine Tochter des Politikers und Chemieunternehmers Charles Kestner verheiratet. Ihre gemeinsame Tochter war Fanny Chauffour (* 19. September 1850 in Thann; † 8. Oktober 1928 in Bois le Roi), verheiratet mit Antoine Bavier (1844–1926). Bei der Hochzeit seiner Nichte Mathilde Eugénie Risler (1850–1920) 1875 mit dem späteren Ministerpräsidenten Jules Ferry war er als Trauzeuge dabei. Sein Schwager Auguste Scheurer-Kestner verteidigte Alfred Dreyfus. Der Grabstein von Victor Chaffour befindet sich in Thann.

## Mitgliedschaften
- Seit 1880 war Vicotr Chauffour Mitglied der Société de l’histoire de France.

## Schriften (Auswahl)
- Etudes sur les Réformateurs du XVIe siècle. Paris 1853.
- La Peine de mort. Saint-Germain: Impr. de Toinon. 1862.
- M. Thiers, historien: notes sur l'histoire du consulat et de l'empire[3]. Paris: Librairie internationale, 1863.
- L'Église et la Révolution. Paris 1864.
- Jean-Baptiste-Adolphe Charras; Victor Chauffour: Histoire de la guerre de 1813 en Allemagne. Paris : A. Le Chevalier, 1870.
- Ernest de Neyremand. 1892.
- Frédéric Titot. Paris: Berger-Levrault, 1897.